# Doris Akrap

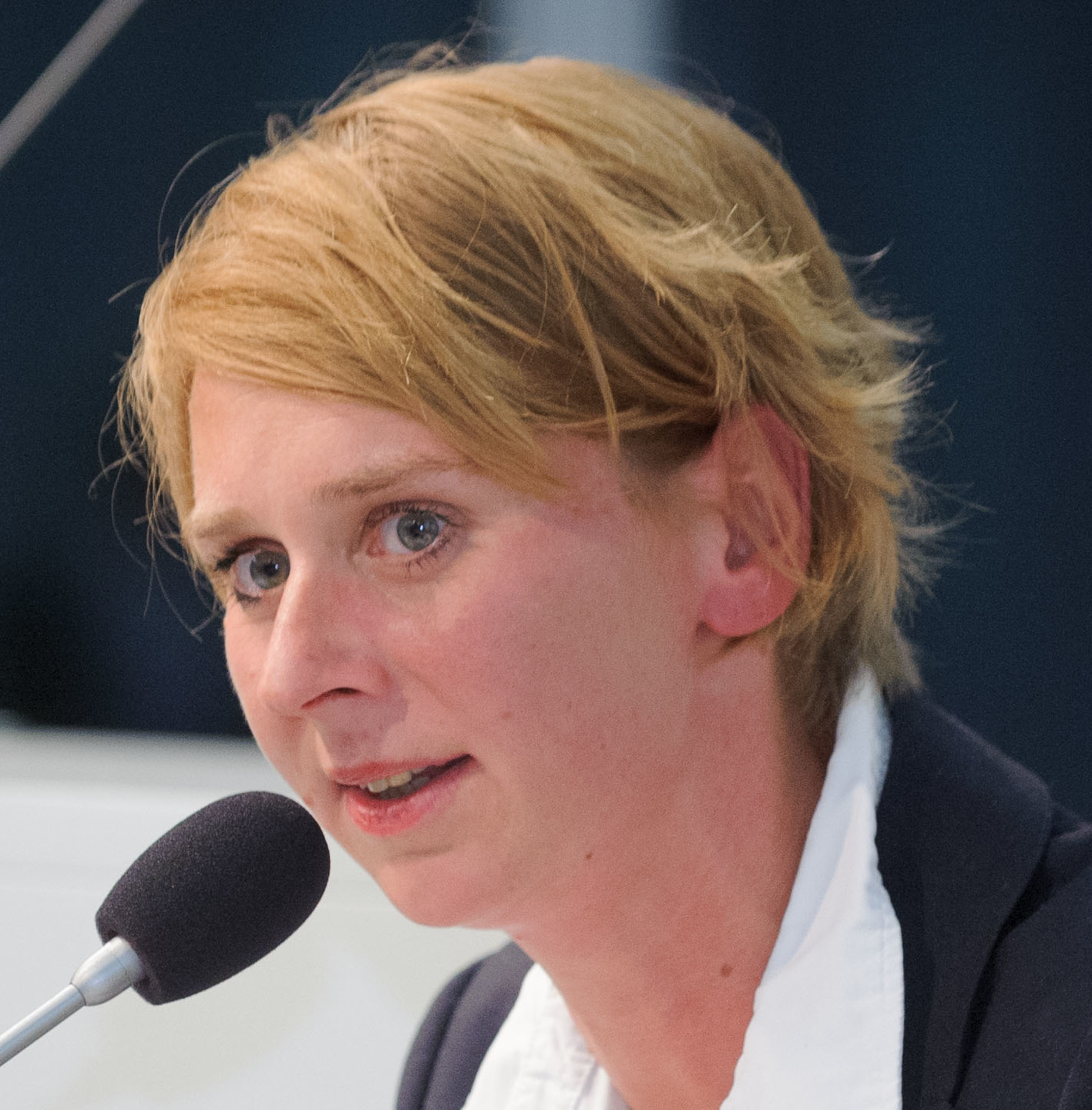
Doris Akrap, 2012

Doris Akrap (* 1974 in Flörsheim am Main) ist eine deutsch-kroatische Journalistin.

## Leben und Werdegang
Akrap wurde 1974 als jugoslawische Staatsbürgerin geboren und wuchs in Flörsheim am Main auf. Akrap studierte südosteuropäische Geschichte, Religions- und Kulturwissenschaften und ist Redakteurin bei der Berliner Tageszeitung taz. 
Zuvor war sie Redakteurin der Sport-B.Z. und der Jungle World. Sie arbeitet inzwischen im Wochenendressort der taz. Akrap schreibt hauptsächlich über Kultur-, Gesellschafts- und Sportthemen. Während der Buchmessen in Leipzig und Frankfurt moderiert sie regelmäßig Veranstaltungen der taz und führt Videointerviews mit Buchautoren, die unter Die taz im Gespräch publiziert werden.
Seit 2012 tritt Akrap zusammen mit den Journalisten Mely Kiyak, Deniz Yücel, Yassin Musharbash, Özlem Topçu, Özlem Gezer, Hasnain Kazim und Ebru Taşdemir im Rahmen der „antirassistischen Leseshow“ Hate Poetry auf, bei denen sie im Stile eines Poetry Slams rassistische Leserbriefe vorlesen. „Selten war Rassismus so unterhaltsam“, urteilte Jan Küveler in der Welt über Hate Poetry, während Philipp Gessler in der taz von einer „kathartischen Lesung“ sprach. 2014 wurden Akrap und die anderen Gründungsmitglieder vom Medium Magazin in der Kategorie „Sonderpreis“ als Journalisten des Jahres 2014 ausgezeichnet.
Für Deniz Yücel, mit dem sie zusammen das Abitur in Rüsselsheim abgelegt hatte, organisierte sie während dessen einjähriger Inhaftierung in der Türkei zusammen mit dem Freundeskreis #FreeDeniz Solidaritätsaktionen. Zugleich führte sie über dessen Anwälte das erste Interview mit Yücel, das dieser aus der Haft gab und das am 10. November 2017 in der taz erschien. Zudem gab Akrap den Sammelband Wir sind ja nicht zum Spaß hier mit Yücels Texten heraus, der am Jahrestag seiner Inhaftierung und zwei Tage vor seiner Freilassung im Februar 2018 erschien.
Im Juni 2022 gehörte sie zu den Gründungsmitgliedern der Schriftstellervereinigung PEN Berlin.

## Publikationen
- Doris Akrap (Hrsg.), Deniz Yücel: Wir sind ja nicht zum Spaß hier. Edition Nautilus, Hamburg 2018, ISBN 978-3-96054-073-1
- Doris Akrap: Oh! Dalmatien. Folio Verlag, Bozen/Wien 2025, ISBN 978-3-85256-912-3